# NSAID
NSAID (non-steroide anti-inflammatoriske drugs) er en lægemiddelgruppe. Stofferne virker antiinflammatoriske (bekæmper betændelsestilstande, der ikke er fremkaldt af mikroorganismer fx seneskedebetændelse), analgetisk (smertelindrende), antipyretisk (febernedsættende) og trombocythæmmende (forhindrer blodet i at størkne, hvilket giver risiko for indre blødninger).
Selv om nogle af disse stoffer er meget ældre, blev kategorien indført i 1960. Formålet var, ved benævnelsen non-steroid, at skabe afstand fra de kortisonpræparater, der havde skadet så mange patienter i det seneste årti, da nye betændelsesdæmpende lægemidler blev indført.
Det blev senere klart, at NSAID kan have alvorlige bivirkninger. NSAID kan påvirke nyrerne og nedsætte disses funktion, så der fremkaldes hyperkaliæmi, hyponatriæmi og ødemer.
En undersøgelse fra Aarhus Universitetshospital (offentliggjort maj 2012) viser, at brugere af NSAID betændelsesdæmpende stoffer har mindre risiko for udvikling af spinocellulær hudkræft og modermærkekræft. Der gælder især for personer, der gennem længere tid har haft et stort forbrug af pillerne. Undersøgelsen omfattede 3.242 patienter med modermærkekræft, 13.316 patienter med basalcellekræft, og 1.974 patienter med spinocellulær hudkræft.